# Jiříkov u Rýmařova

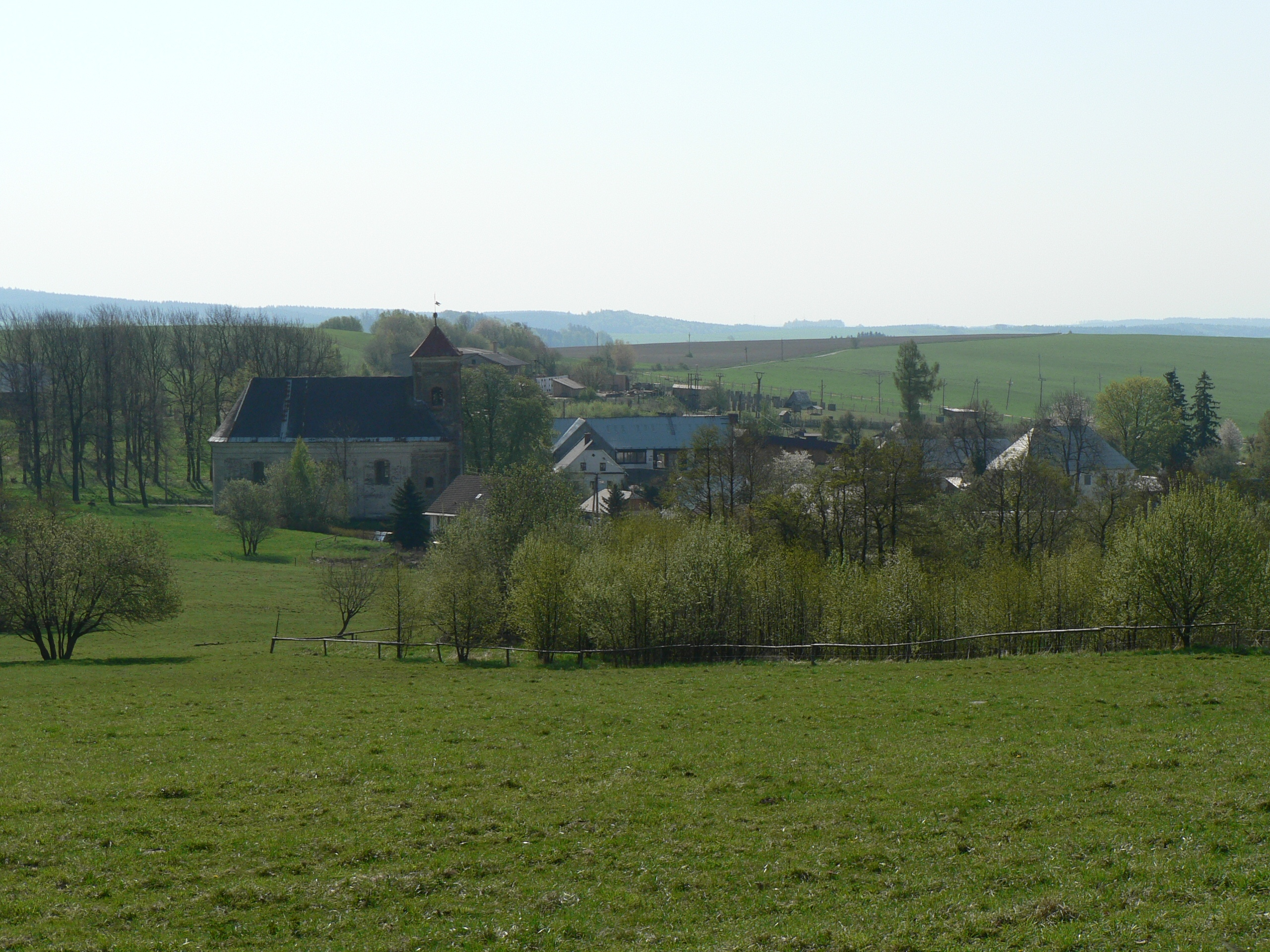
Blick von Westen auf Jiříkov

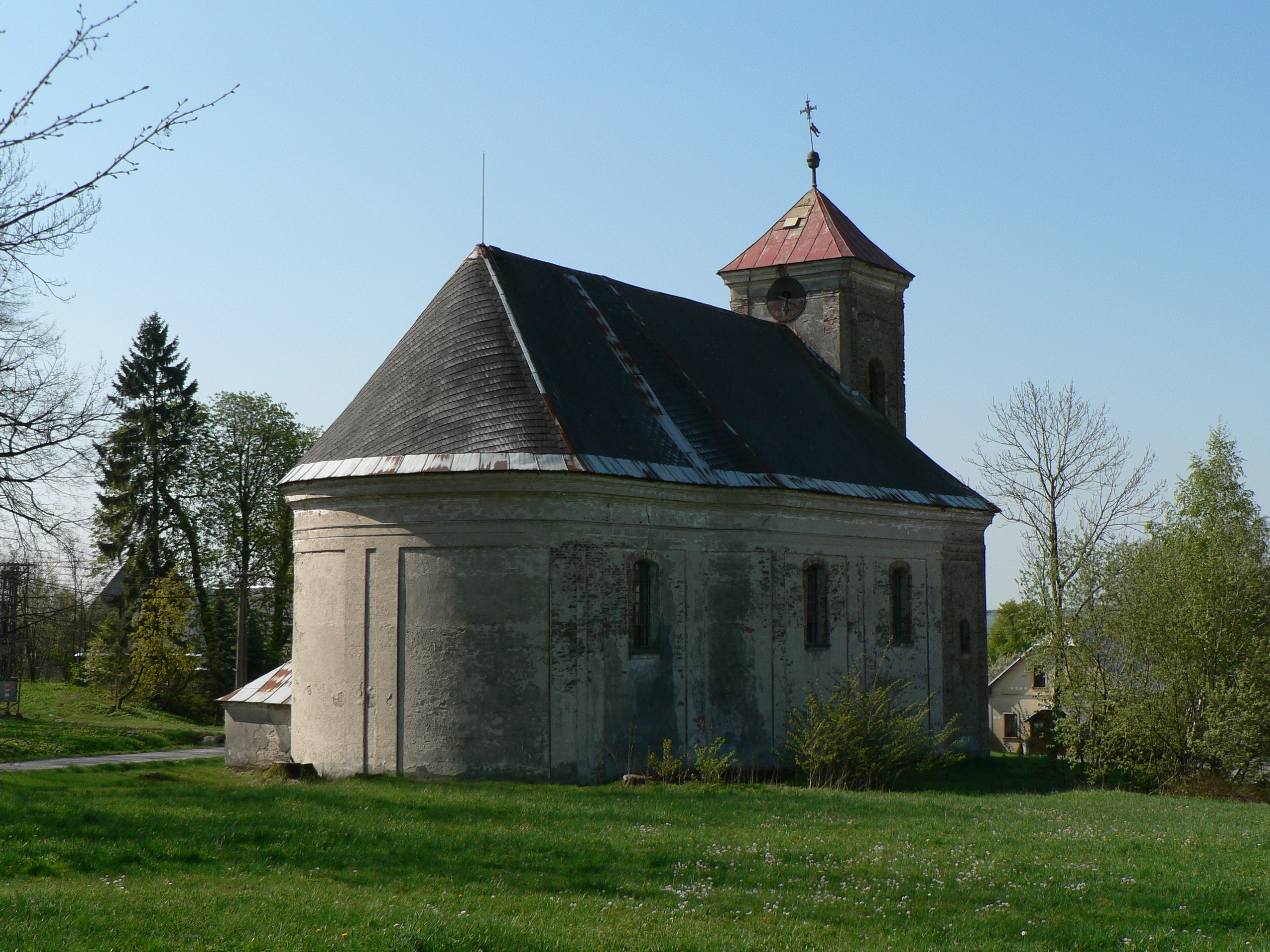
Kirche des Erzengel Michael in Jiříkov

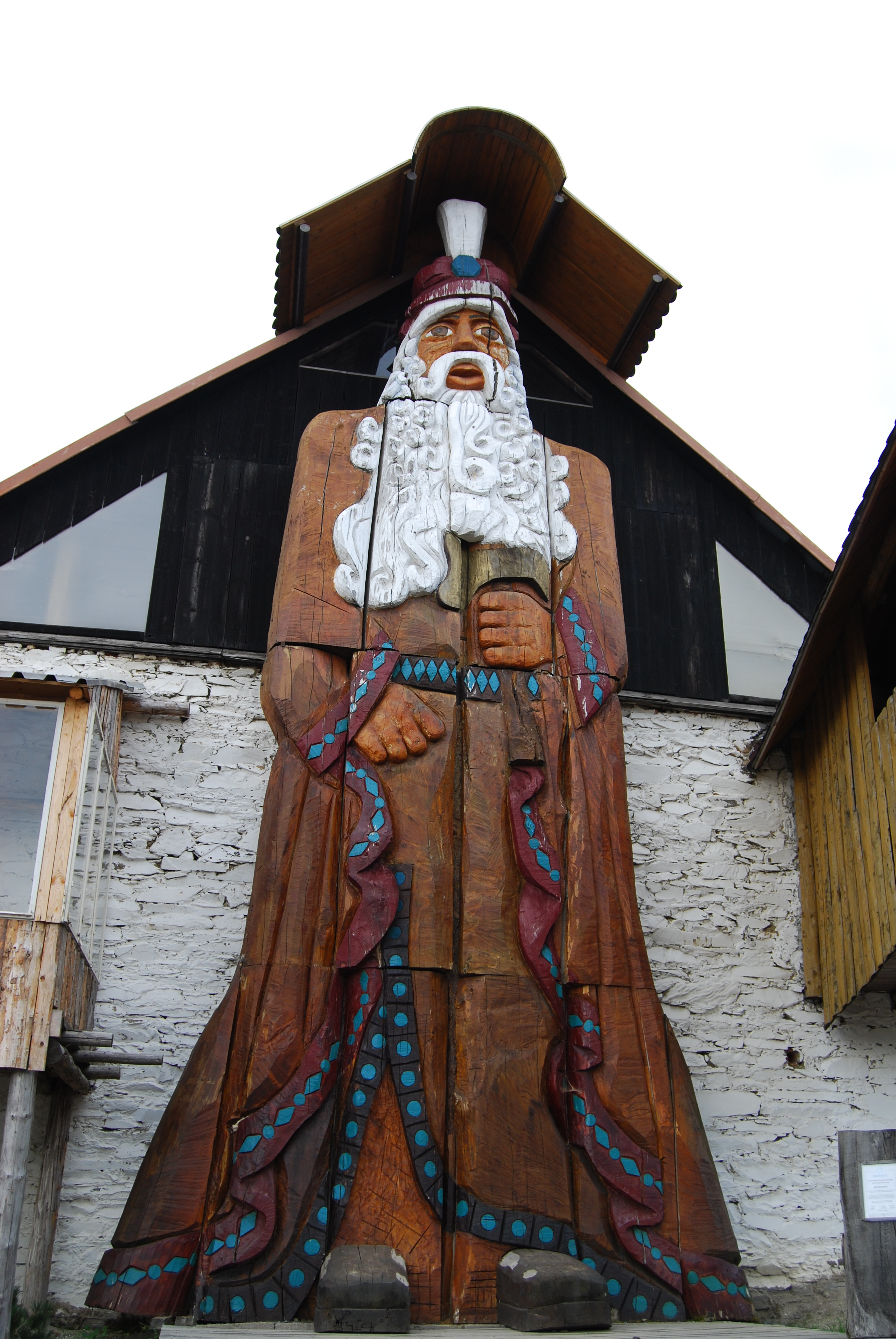
Exponat der Altvater-Galerie "U Halouzků"

Jiříkov (deutsch Girsig) ist eine Gemeinde in Tschechien. Sie liegt neun Kilometer südlich von Rýmařov und gehört zum Okres Bruntál.

## Geographie
Das Waldhufendorf Jiříkov erstreckt sich im Niederen Gesenke am Oberlauf des Baches Jiříkovský potok; nordöstlich des Dorfes entspringt die Teplička. Nördlich erheben sich der Jiříkovský vrch (669 m n. m.) und der Návrší (709 m n. m.),  im Osten der Obecní kopec (651 m n. m.), südöstlich der Hony (637 m n. m.), im Süden der Jiříkov (617 m n. m.), südwestlich der Vápenný vrch (628 m n. m.), im Westen die Veselka (571 m n. m.) und der Těchanovský vrch (598 m n. m.) sowie nordwestlich der Sovinec (616 m n. m.).
Nachbarorte sind Hutov, Skály, Strálecká Myslivna, Rýmařov und Ondřejov im Norden, Stránské, Vajglov und Kněžpole im Nordosten, Veveří im Osten, Krahulčí im Südosten, Huzová, Mutkov und Pasecký Žleb im Süden, Karlov, Křížov, Sovinec, Valšův Důl und Křivá im Südwesten, Těchanov und Ruda im Westen sowie Mirotínek, Rešov und Horní Město im Nordwesten.

## Geschichte
Jiříkov wurde im Zuge der Landeskolonisation unter dem Olmützer Bischof Bruno von Schauenburg angelegt und im Jahre 1264 erstmals schriftlich erwähnt. Seit 1494 gehörte das Dorf zur Herrschaft Eulenberg. Im Jahre 1578 erwarb der  Bergbauunternehmer Lorenz Eder von Sstiawnicz (Vavřinec Eder z Štiavnic) die Herrschaft. 1592 erbte Eders Schwiegersohn Jan d. Ä. Kobylka von Kobylí die Herrschaft Eulenberg. Wegen seiner Beteiligung am Ständeaufstand verlor Kobylka nach der Schlacht am Weißen Berg seine Güter an Karl von Liechtenstein. Dieser übergab die Herrschaft 1623 an den Deutschen Orden. Bis zur Mitte des 19. Jahrhunderts blieb Giersig nach Eulenberg untertänig. Nach der Aufhebung der Patrimonialherrschaften bildete Giersig/Jiříkov ab 1849 mit dem Ortsteil Hutdörfel/Hutov eine Gemeinde im Gerichtsbezirk Römerstadt. 1930 lebten in Girsig 333 Personen, 1939 waren es 372.
Girsig gehörte von 1938 bis 1945 zum deutschen Landkreis Römerstadt. Nach Kriegsende kam Jiříkov zur Tschechoslowakei zurück und die deutsche Bevölkerung wurde vertrieben. In der zweiten Hälfte des 20. Jahrhunderts wurde ein Großteil der Häuser von Jiříkov abgerissen; im Oberdorf entstanden Neubauten. Die Ansiedlung Hutov wurde gänzlich aufgelassen. Nach der Aufhebung des Okres Rýmařov wurde die Gemeinde 1960 dem Okres Bruntál zugeordnet. Am 1. Juli 1979 wurde Sovinec (mit Křížov) eingemeindet. Zum 1. Jänner 1980 erfolgte die Eingemeindung von Kněžpole und Těchanov.

## Gemeindegliederung
Die Gemeinde Jiříkov besteht aus den Ortsteilen und Katastralbezirken Jiříkov (Girsig), Kněžpole (Herzogsdorf), Křížov (Kreuz), Sovinec (Eulenberg) und Těchanov (Zechan). Zu Jiříkov gehören außerdem die Ansiedlung Valšův Důl, die Einschicht Strálecká Myslivna sowie die Wüstung Hutov (Hutdörfel).

## Sehenswürdigkeiten
- Kirche des Erzengel Michael in Jiříkov, der 1605 errichtete Renaissancebau wurde 1787 barock umgestaltet. Heute ist die entweihte und verfallene Kirche Eigentum von Jiří Halouzka und Teil der Altvater-Galerie.
- Altvater-Galerie „U Halouzků“ in Jiříkov, die vom Schnitzer Jiří Halouzka 2008 in einem ehemaligen Landwirtschaftsbetrieb eröffnete Ausstellung von Weihnachtskrippen mährischer Schnitzer ist inzwischen auf eine Fläche von 8 ha angewachsen. Zu den Exponaten gehören eine 10,4 m hohe Figur „Vládce Jeseníků“ (Altvater) mit einem Gewicht von 15 t, die weltgrößte Weihnachtskrippe mit über 250 lebensgroßen Figuren sowie ein aus 24 Lindenstämmen gefertigter Nachbau des Holzbildes „Vater Altvater und sein Reich“, welches sich ursprünglich im alten Altvaterturm befand.[6]
- Burg Sovinec (Eulenburg)
- Kirche des hl. Augustin in Sovinec
- Kirche des hl. Johannes des Täufers in Kněžpole
- Kirche der hll. Simon und Judas in Těchanov
- Kapelle des hl. Franz Xaver in Křížov
- Ruine der Kirche der hl. Anna in Hutov
- Burgruine Strálek